# Raymond Vanier
Pour les articles homonymes, voir Vanier.
Raymond Vanier, né le 6 août 1895 à Orléans (Loiret) et mort le 25 août 1965 à Paris, est un aviateur français, pionnier des lignes aériennes Latécoère (future Aéropostale). Il est inhumé au cimetière du Père-Lachaise à Paris.

## Biographie
Pendant la Première Guerre mondiale il est d'abord dans l'artillerie puis passe dans l'aviation comme pilote de chasse le 15 mars 1917. Il totalise à la fin de la guerre quatre victoires homologuées. Dès le début du conflit, il commence un journal, conservé aux Archives municipales de Toulouse, qu'il va tenir jusqu'à sa démobilisation en 1919.
Engagé comme pilote aux Lignes Aériennes Latécoère le 3 juin 1919, ses qualités le font désigner comme chef d'escale à Malaga, puis à Barcelone. La même année, il ouvre la ligne d'Espagne.
Affecté en Amérique du Sud en 1927, il y est l'adjoint de Didier Daurat tout en continuant régulièrement à piloter.
Il a fini sa carrière comme chef du département postal d'Air France en 1948 et est enterré au cimetière du Père-Lachaise (division 3),.
Beaucoup moins connu du public que Jean Mermoz, Henri Guillaumet ou Antoine de Saint-Exupéry, Raymond Vanier a pourtant joué un rôle essentiel dans le développement du transport aérien civil. Raymond Vanier a battu le record des atterrissages de fortune pour secourir ses camarades, et n'a cessé de piloter les courriers en Espagne, au Maroc, sur le Sahara, à travers l'Amérique du Sud.